# نيكه
نيكه (Nike) ربة يونانية مشهورة، انتشرت عبادتها في إيطاليا وآسيا الصغرى وعدد من مناطق الشرق الأدنى. وكانت تمثل الفوز في مسابقات الأولمبياد. وأول ماصورت هذه الربة على العملات كانت على عملات أوليمبيا، حوالي عام 510 قبل الميلاد. وقد صورت على بعض المسكوكات المحلية وهي تقدمً أكليلا أمام المعبود هرقل، وهو جالس على العرش. ووجود نيكه على العملات يرمز للنصر والفوز بعد الموت وهي كذلك رمز للنشاط الرياضي، والنصر العسكري